# Лебалло, Потлако
Потлако Китченер Лебалло (англ. и сесото Potlako Kitchener Leballo; 19 декабря 1924 — январь 1986) — политический деятель-панафриканист Лесото и ЮАР. Лебалло был ветераном Второй мировой войны, директором начальной школы, соучредителем Африканского конгресса Басутоленда в 1952 году и лидером Панафриканистского конгресса Азании до 1979 года.

## Ранние годы в Басутоленде
Лебалло родился в Лифелекоаненге (Мафетенг, Лесото, тогда называвшееся Басутоленд) в 1915 году, но сам утверждал, что родился в 1925 году. Он был младшим из четырнадцати детей, его отец был катехизатором англиканской церкви, преподававшим в миссии Святого Павла в Цикване, и воспитание Потлако легло на двух старших братьев отца. Один из них, Мотсоаселе, был ярым националистом и сохранял свою традиционную религию до своей смерти в 1947 году. Другой дядя, Натаниэль, был англиканским пастором, и Потлако получил христианское образование сначала в церкви Святого Спасителя в Хлоце, а затем в институте Масите в Моридже. Из первого заведения его исключили, когда мальчика похитил дядя Мотсоаселе, чтобы лать ему традиционное посвящение сесото, известное как леболло.

## Эмиграция в Южную Африку
В 1940 году Лебалло стал студентом колледжа Лавдейл, недалеко от Алис (Восточный Кейп) в ЮАС. Он принял участие во Второй мировой войне в качестве добровольца южноафриканской армии. 
В 1952 году он участвовал в Кампании неповиновения Африканского национального конгресса (АНК). Он был активным членом Молодёжной лиги АНК, пока он и другие радикальные лидеры, включая Роберта Собукве, не были исключены из АНК и не сформировали Панафриканистский конгресс (ПАК) как более радикальное движение. Он отличился тем, что успешно выдвинул вождя Альберта Лутули (1952) и Мангалисо Роберта Собукве (1959) на пост руководителей Африканского национального конгресса и Панафриканистского конгресса соответственно. Позже (1984) он заявил, что, по его мнению, выход из АНК (хотя и поощряемый Кваме Нкрумой и лидером басуто Нтсу Мохеле) был ошибкой и что его «африканисты» должны были бороться за контроль над партией, а не формировать новую. Он был избран генеральным секретарём ПАК, и новая партия бросила серьёзный вызов АНК внутри движения против апартеида.

## Панафриканистский конгресс Азании
После бойни в Шарпевиле 1960 года, когда полицией были расстреляны сторонники ПАК, Лебалло был приговорен к тюремному заключению «за подстрекательство», а после освобождения в 1962 году — депортирован в Басутоленд (ныне Лесото), где он помог восстановить ПАК в изгнании. Его руководство включало формирование военизированного крыла партии — Поко, которое затем станет Народно-освободительной армией Азании (APLA или АОНА, Армией освобождения народа Азании). Восстание Поко 1962—1964 годов провалилось отчасти из-за того, что коррумпированными функционерами ПАК были разворованы и перепроданы поставки оружия из Ганы и Египта на побережье Транскея, но главным образом из-за изгнания Лебалло из Басутоленда (его собственной родины) под давлением южноафриканского правительства. 
В эмиграции Лебалло открыл штаб-квартиры ПАК в Гане у президента Нкрумы и Танзании у Джулиуса Ньерере (там он выступил свидетелем на процессе против Оскара Камбоны). Лебалло был ответственен за серьёзный идеологический сдвиг его организаций в сторону маоизма, но до 1976 года не мог заручиться поддержкой большинства беженцев из ЮАР, многие из которых потеряли рвение к боевой деятельности, но всё ещё требовали важной роли в партийных делах. Успешный оратор в сельской местности и поселках, Лебалло не подходил для дипломатической работы за рубежом. Большинство эмигрантских так называемых «реформистов-дипломатов» ПАК неоднократно выступали против партийного руководства, но затем сами столкнулись с оппозицией в лице отбывших в 1974 году в изгнание из Лесото 178 активистов Партии Конгресса Басутоленда (сторонников Лебалло), которые начали обучение в Ливии в качестве бойцов APLA, а также 500 студентов из Соуэто и Капской провинции, которые присоединились к партизанам-басуто в Ливии.

## Председатель ПАК и внутрипартийная борьба
В 1978 году лидер ПАК Собукве умер в заключении в Кимберли, и на его место был избран Лебалло. Его положение, впрочем, было шатким: Нкрумы уже давно не было, а Мао Цзэдун умер в 1976 году. ПАК был вынужден рассматривать крайне сомнительных союзников, таких как Пол Пот, Саддам Хусейн и Иди Амин. Однако основная угроза их планам исходила от администрации Картера в США, которая решила, что ЮАР нужна ей как стабильный элемент в уравнении для решения проблемы Зимбабве, поэтому призвала АНК и ПАК отказаться от партизанской войны и перейти к разрядке и диалогу. Как сообщается, представитель США в ООН Эндрю Янг с нигерийцами пожертвовали сотни тысяч долларов представителю ПАК в ООН Дэвиду Сибеко (известному как «Малкольм Икс Южной Африки»), чтобы ослабить Лебалло и революционность в идеологии ПАК, добившись избрания его собственных сторонников в новое руководство организации.
Сибеко в значительной степени добился успеха, но пренебрёг недавно набранной из поколения студенческих протестов 1976 года «Второй APLA». Когда в 1979 году Лебалло уехал на лечение в Англию, триумвират в составе Сибеко, Вуси Маке и Элиаса Нтлоедибе объявил, что принимает на себя руководство ПАК после «отставки» старого председателя. Однако командиры APLA прибыли из лагеря Итумби (Чунья недалеко от Мбеи) в Дар-эс-Салам и в тот же вечер застрелили Сибеко в перепалке, также отклонив кандидатуру Вуси Маке на роль нового лидера. В ходе последовавшего противостояния в Чунье танзанийские войска убили четырёх безоружных солдат APLA, ранили сорок и разогнали выживших. Сорок солдат APLA, которых руководство ПАК сочло опасными, отправили в лагерь для задержанных в Мгагау (Иринга).

## Переезд в Зимбабве и депортация
В 1980 году Лебалло перебрался в Зимбабве, где основал новую штаб-квартиру ПАК. У него не было средств к существованию, и его финансово поддерживал белый офицер разведки APLA. Хотя его приветствовал генеральный секретарь ЗАНУ (ПФ) Эдгар Текере, но другие партийные и военные лидеры, включая премьер-министра Роберта Мугабе, демонстративно держались на расстоянии. Офицер разведки Лебалло посоветовал ему укреплять связи с Северной Кореей, посол которой был полон энтузиазма и даже финансировал домашние покупки для Лебалло, чувствуя, что, какой бы панафриканистской ни была партия, она не доверяет африканским правительствам, и это толкает её искать «более безопасную» базу в КНДР. Лебалло отказался, заявив, что партия должна полагаться на Африку, какими бы вероломными ни были местные политики. Его воодушевило обещание ливийского правительства профинансировать изгнанный Университет Азании в Зимбабве.
В феврале 1981 года Джон Ньяти Покела, старший член ПАК, был освобождён из-под стражи в ЮАР и сменил Маке на посту лидера «реформистско-дипломатического» ПАК. Лебалло предложил ему встречу, заявив в частном порядке, что примет Покелу на пост президента / председателя ПАК, если тот оставит ему командование APLA. Однако Покела так и не ответил. Они оба присутствовали на праздновании первой годовщины независимости на стадионе Руфаро, но лишь помахали друг другу на расстоянии. Симпатики в Верховной комиссии Танзании предупредили Лебалло, что президент Танзании Джулиус Ньерере и генеральный секретарь Комитета освобождения ОАЕ Хашим Мбита потребовали изгнания Лебалло из Зимбабве. На следующий день Лебалло в ожидании встречи с зимбабвийским министром Эдсоном Звобго был арестован и ещё через день депортирован. Получив несколько долларов от своего офицера разведки, когда его спешно садили в самолет, Лебалло в конце концов прибыл в Ливию после того, как его перемещали по Ближнему Востоку и он растерял весь свой багаж.

## Последние годы и наследие
С 1981 года до своей смерти в 1986 году Лебалло работал в Гане с Народными комитетами президента Джерри Ролингса, но в основном оставался без гроша в кармане в Лондоне. Его дипломатические паспорта Уганды и Танзании были аннулированы, но он использовал свой либерийский паспорт для налаживания связей с руандийскими тутси и угандийскими движениями сопротивления Мусевени. После внезапной смерти Покелы в 1985 году Лебалло добился успеха в воссоединении ПАК, но сам так же внезапно умер в январе 1986 года в Гринвиче (Лондон). Он был похоронен в Лифелекоаненге (Лесото). Партия Конгресса Басутоленда, соучредителем которой он был и чьё вооружённое крыло он обучал, признала, что Лебалло сыграл важную роль в свержении режима Леабуа Джонатана Молапо в том же месяце.
Хотя Лебалло в значительной степени забыт в южноафриканской политике, он был ответственен за временный поворот ПАК в 1966—1979 годах к маоизму. Он признал тщетность лозунга Поко «сбросить белых в море» (позже возрождённого в формулировке «один поселенец — одна пуля»). События 1979 года — борьба за власть, резня в Чунье и оттеснение Лебалло — стали завершением не просто карьеры одного человека, но и значимой левой альтернативы альянсу АНК/ЮАКП.